# Federico Escaler
Federico O. Escaler (Manilla, 28 juni 1922 – aldaar, 28 november 2015) was een Filipijns bisschop. Hij was prelaat van Kidapawan en van Ipil.

## Biografie
Federico Escaler werd geboren op 28 juni 1922 in de Filipijnse hoofdstad Manilla. Hij was een van de zeven kinderen van Aurora Ocampo en industrieel en zakenman Jose Escaler. Escaler trad toe tot de Jezuïeten en werd op 19 juni 1954 tot priester van de gewijd. Escaler was naast zijn priesterschap onder meer assistent-provinciaal van de Jezuïeten, president en rector van Ateneo de Davao in Davao City en thesaurier van de Jezuïtische kerkprovincie Manilla. Van 1973 tot 1976 was Escaler president en rector van de Xavier University in Cagayan de Oro. Op 12 juni 1976 werd Escaler benoemd tot prelaat van het Territoriaal prelatuur van Kidapawan en titulair bisschop van Girus Tarasii; zijn  bisschopswijding vond plaats op 31 juli 1976. Op 18 februari 1978 nam hij zijn ontslag als titulair bisschop. Vijf dagen later volgde een benoeming tot prelaat van het Territoriaal prelatuur Ipil. Op zijn 75e verjaardag ging Escaler met emeritaat. Als prelaat van Ipil werd hij opgevolgd door Antonio Ledesma.
Escaler overleed op 93-jarige leeftijd.